# 罗德维施
罗德维施（德語：Rodewisch，發音：[ˈʁoːdəvɪʃ] ⓘ）是德国萨克森州福格特兰县的城市，面积26.88平方千米，2023年12月31日人口为6,396人。